# Alan Shorter
 (novembre 2022).
Si vous disposez d'ouvrages ou d'articles de référence ou si vous connaissez des sites web de qualité traitant du thème abordé ici, merci de compléter l'article en donnant les références utiles à sa vérifiabilité et en les liant à la section « Notes et références ».
Alan Shorter, né le 29 mai 1932 à Newark (New Jersey) et mort le 5 avril 1988 à Los Angeles, est un trompettiste et bugle de free jazz. Il est le frère aîné du compositeur et saxophoniste Wayne Shorter.

## Discographie

### Comme leader
- 1968 : Orgasm (Verve Records) - avec Charlie Haden, Gato Barbieri, Reggie Johnson, Muhammad Ali, Rashied Ali
- 1971 : Tes Esat (America Records) - avec Gary Windo, Johnny Dyani, Rene Augustus

### Comme sideman
Avec Marion Brown
- Marion Brown Quartet (1965)
- Juba-Lee (1966)

Avec The New York Art Quartet
- Call It Art (Triple Point, 2013)

Avec Archie Shepp
- Four for Trane (1964)
- Archie Shepp and the Full Moon Ensemble (1970)
- Pitchin Can (1970)
- Doodlin' (1970)
- Coral Rock (1973)

Avec Wayne Shorter
- The All Seeing Eye (1965)

Avec Alan Silva
- Seasons (1971)

Avec François Tusques
- Intercommunal Music (1971)